# Apostlabröderna
Apostlabröderna, Apostel-orden, var en kristen religiös och politisk grupp i 1200-1400-talets Norditalien som försökte upprätta ett bibliskt idealliv. Apostlabröderna tillhörde det som har kallats "franciskanervänstern" med vilket man vill mena att de gjorde praktisk politik av Franciskus av Assisis lära.

## Historia
Gruppens ledare var Gerhard Segarelli, en hantverkare ifrån Parma som var av låg börd och inte hade fått någon utbildning. Gerhard Segarelli nekades inträde i franciskanerorden och omkring år 1260, klädde han sig i den klädedräkt han från en bild fått uppfattningen att Apostlarna bar, sålde sitt hus och delade ut pengarna (i enighet med Matt 19:21), och blev en tiggarmunk och predikant. Segarelli började snart vinna lärjungar, och den nya orden började spridas i området.
Runt 1280 kastades Segarelli i fängelse av biskopen av Parma som därefter lär ha hållit Segarelli i sitt palats som underhållning.
Apostlabröderna förbjöds av katolska kyrkan vid Andra Lyonkonciliet 1274. Påven Honorius IV la fram ett kraftigt fördömande av orden 1286, detta fördömande förnyades år 1290 av Nicholas IV. Kyrkan och olika adelsuppbåd idkade en omfattande förföljelse av rörelsen och år 1294 brändes fyra medlemmar på bål. Segarelli dömdes till livstids fängelse och tvingades sex år senare, år 1300, att erkänna heresi och brändes på bål i Parma den 18 juli samma år.
Predikanten Fra Dolcino efterträdde Segarelli och ledde en grupp apostlabröder och bönder i Novara där godsägarna fördrevs. Dolcinianerna förde sedan ett framgångsrikt gerillakrig mot överhetens angrepp. Rörelsen övermannades dock av hunger och kyla och till slut tillfångatog biskopen av Vercelli återstoden av den apostoliska armén som då bara var runt 150 man. Dolcino och hans ”andliga syster”, Margareta, brändes på bål den 1 juli 1307. Rörelsen ska dock ha funnits kvar ända in på 1400-talet.

## Ideologi
Apostlabröderna kännetecknades av att de var barhuvade och klädde sig i vita mantlar. 
De apostoliska ideal som rörelsen menade sig försökte förverkliga var ett liv i helighet och fattigdom utan fast hemvist, oro för morgondagen eller eder. Det har setts som en protest mot kyrkans förvärldsligande och skilde sig inte särskilt mot hur andra ordnar börjat.
Apostlabrödernas tro avvek inte från kyrkans dogmer men de vägrade dock att böja sig för de ecklesiastiska auktoriteterna. Detta tillsammans den politiska radikaliteten och talet om praktisk världsförsakelse fick kyrkan att stämpla dem som kättare. Motståndet till kyrkan blev hårdare och bittrare när förföljelserna började. Förföljelserna bekräftade deras kritik: kyrkan hade helt fallit från det apostoliska idealet. I Apostlabrödernas ögon var katolska kyrkan Babylon; Den stora skökan, De heligas avrättare.
Apostlabröderna förespråkade befrielse från all slags mänsklig övermakt och talade om en ny jämlik samhällsordning grundad på ömsesidig hjälp och respekt, baserad på gemensamt ägande och jämställdhet mellan könen.
Apostlabrödernas kiliastiska te-/ideologi har element som återfinns i många så kallade kättargrupper som levde ut bergspredikan (Matt 5-7) bokstavligt. Särskilt väl överensstämmer Apostlabrödernas tankar med Joakmisterna då Fra Dolcino var inspirerad av Joakim av Floris. Fra Dolcino hävdade liksom Joakim att den nuvarande tiden stod inför sitt slut och att en tid av fred och egendomsgemenskap skulle komma när falska präster och herrar nedkämpats.
En annan revolutionär tänkare inom samma rörelse var Wilhelm av Occam.

## Närliggande
- Joakim av Floris
- Babylon
- Kiliasm
- Utopisk socialism